# Distrito de San Andrés (Barcelona)
El distrito de San Andrés (en catalán y oficialmente, Sant Andreu) es el noveno (IX) de los diez distritos en que se divide administrativamente  la ciudad de Barcelona.
Su población es de 151 799 habitantes (2023), de los cuales 52 000 están en el casco antiguo de San Andrés de Palomar. San Andrés es el tercer distrito en extensión, con una superficie de 653 hectáreas. Situado en el norte de la ciudad, está limitado por el río Besós, que hace de frontera entre Barcelona, San Adrián de Besós y Santa Coloma de Gramanet, y los distritos de Nou Barris, Horta-Guinardó y Sant Martí.

## División administrativa
El distrito de San Andrés comprende los barrios de San Andrés, La Sagrera procedente de San Martín de Provensals, Trinidad Vieja, Buen Pastor, Barón de Viver, Navas y Congreso.
La configuración del distrito data del año 1984, cuando Barcelona aprobó la división territorial actual en 10 distritos. Anteriormente, en marzo de 1949, cuando la ciudad se había dividido administrativamente en 12 distritos, San Andrés fue el distrito IX. En el año 1979 se produce la división del distrito IX en dos: los barrios de Cañellas, Torre Baró, Meridiana, Trinidad, Vallbona, Porta, Guineueta, Torre Llobeta, el Congreso y los Indianos, Prosperidad, Verdún, Roquetes y Ramón Albó, el Distrito IX Norte, y que más tarde formarán parte del distrito de los Nueve Barrios. Quedan como IX Sur los barrios de San Andrés, Sagrera, Navas, Buen Pastor y Baró de Viver. A raíz de la división de 1984 el distrito de San Andrés volvió a recuperar los barrios de Trinidad Vieja y El Congreso y los Indianos.